# 大尾搖

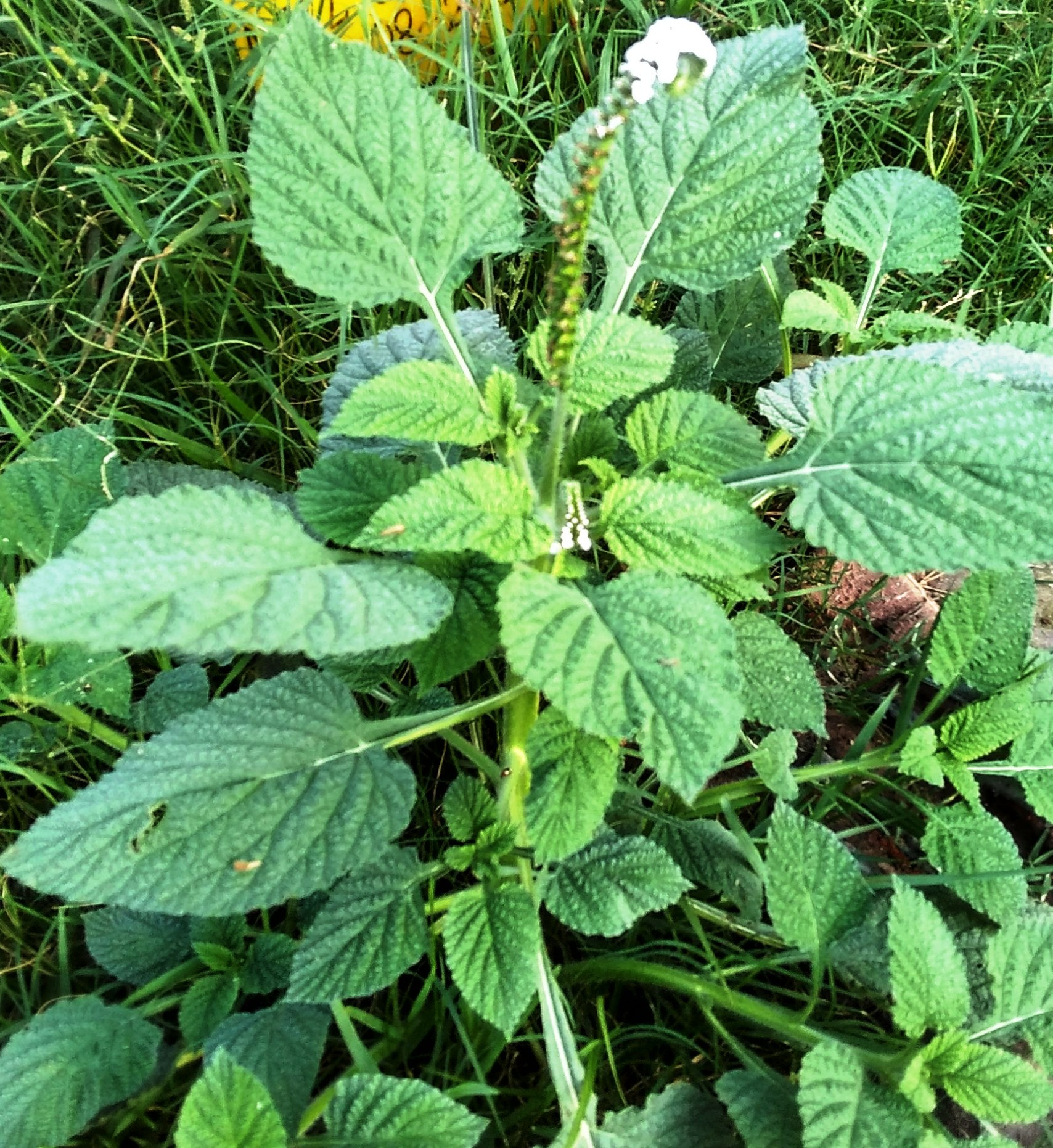
大尾摇

大尾摇（学名：Heliotropium indicum）为紫草科天芥菜属的植物。分布在热带及亚热带地区、台湾以及中国大陆的云南、广东、福建等地，生长于海拔5米至650米的地区，多生于河沿、丘陵、路边和空旷之荒草地，目前已由人工引种栽培。

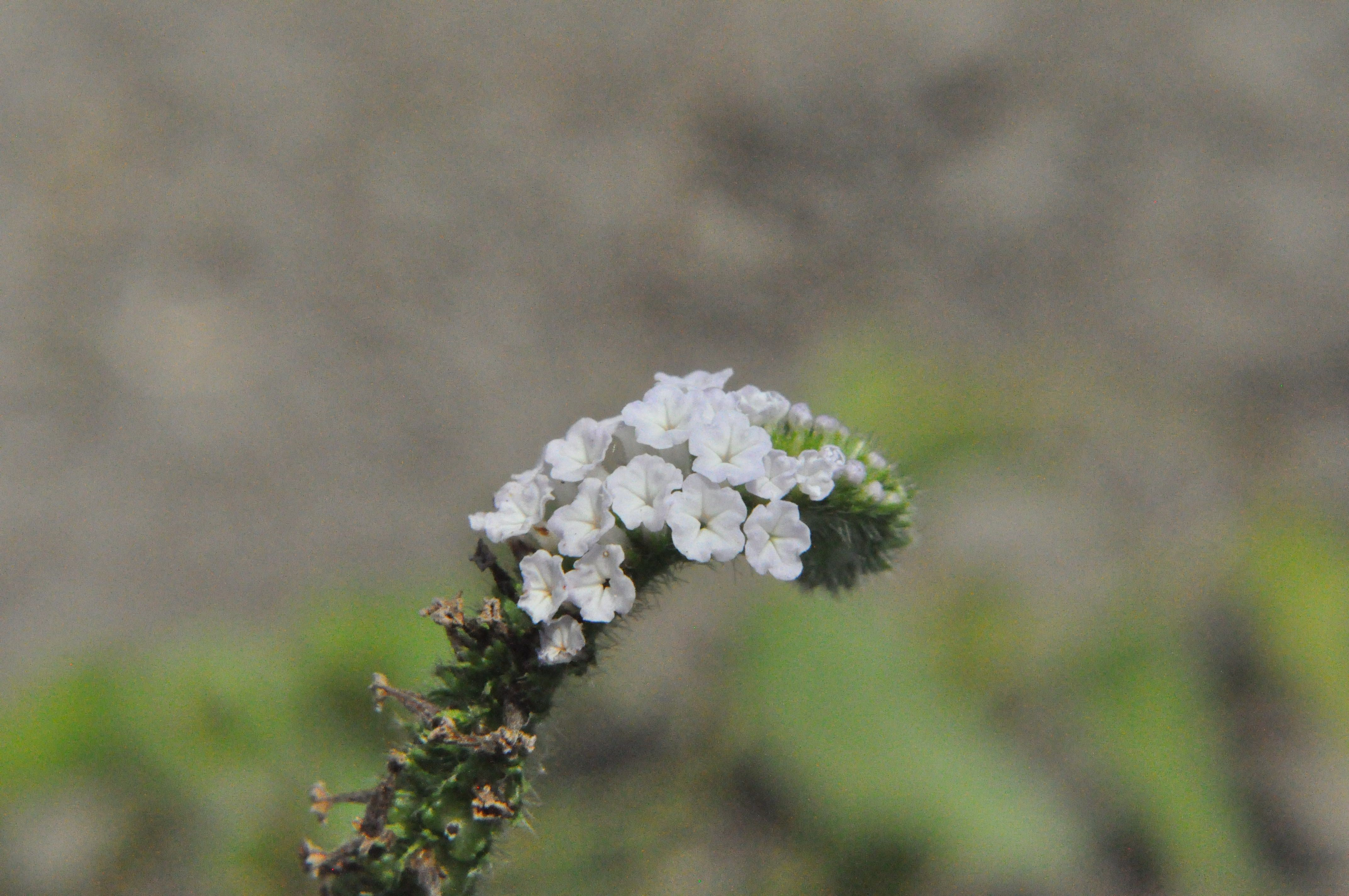